# Turdoides gularis
El turdoide gorjiblanco (Turdoides gularis) es una especie de ave paseriforme de la familia Leiothrichidae endémica de las montañas de Birmania.